# Grass Roots
Grass Roots es el primer y único álbum de estudio de Atban Klann, la agrupación predecesora de The Black Eyed Peas. Se planeó originalmente para su lanzamiento a fines de 1993 para Ruthless Records, distribuido por Relativity Records; sin embargo, el álbum fue puesto en espera. En 1994, el grupo lanzó el primer sencillo del álbum, Puddles of H2O», como sencillo en CD y LP, con el sencillo del lado B «Let Me Get Down». Sin embargo, como la banda se separó de Ruthless en 1995, no fue lanzado en ese momento. Las canciones del álbum se filtraron posteriormente y se creó una portada con una foto de apl.de.ap y will.i.am de la sesión fotográfica de Bridging the Gap en 2000.[cita requerida] Posteriormente, Back 2 Da Source Records lo remasterizó y lo lanzó oficialmente por primera vez en vinilo en 2020, y las entradas se agotaron.

## Lista de canciones
1. «Open Your Mind»
2. «Put On Your Adidas»
3. «Goin for a Ride»
4. «Mountain Top» (con Dante Santiago & Mr. Shaw)
5. «L.A. Barrio Woman Beater»
6. «Lord of the Flies» (con Huck Finn)
7. «No Sequel»
8. «Focus on You» (con Dante Santiago & Dandilion)
9. «Quid Pro Quo»
10. «World's Gone Mad» (con Longevity)
11. «Strollin»
12. «This Is Dedicated» (con Dandilion & Mr. Shaw)
13. «Let Me Get Down» (con Mr. Shaw)
14. «Duet» (con Dante Santiago & Dandilion)
15. «Puddles of H2O»
16. «Rain on Me»
17. «Eyougodah»

## Personal
A.T.B.A.N. Klann
- Will 1X – voz
- apl.de.ap – voz
- Mooky Mook – voz
- DJ Motiv8 – tornamesas

Artistas invitados
- Dante Santiago – voz
- Mr Shaw – voz
- Dandillion – voz
- Huck Finn – voz
- Longevity – vocals